# 邦ちゃんのやまだかつてないテレビ
『JOCX-TV PRESENTS 邦ちゃんのやまだかつてないテレビ』（ジェイ・オー・シー・エックス・ティーヴィープレゼンツ くにちゃんのやまだかつてないテレビ）は、1989年10月18日から1992年3月25日まで放送されたフジテレビ制作のバラエティ番組。山田邦子の冠番組である。
愛称は『やまかつ』、もしくは『邦ちゃんのやまかつTV』。

## 概要
1988年から『火曜ワイドスペシャル』にて『いきなり!フライデーナイト』の兄弟特番として数回放送。この番組のMCであった山田邦子のカラーをより全面に押し出す形で、レギュラー番組に昇格となった。当初は『夜のヒットスタジオDELUXE』終了により空白となった水曜21時台のつなぎ番組の予定だったが、視聴率が好調だったため1992年3月まで放送された。
放送開始当初のキャッチコピーは、「人生は、山あり、田あり、邦あり、子あり。」
タイトルは、当時山田が出演していた大塚製薬の『ファイブミニ』のキャッチフレーズ「やまだかつてない味」に由来している。『フライデーナイト』時代から引き続き、山田をサポートするサブキャスト的役割として渡辺徹が続投した。
番組のセットには山田の好物であるスイカのデザインがふんだんに使われている。

### 番組の人気
レギュラー出演者に、バラエティーへの本格出演は初であった高橋英樹や高岡早紀、ミュージシャンの大江千里、バラドルとして売り出していた森口博子など異色の人材を擁し、最高視聴率20.4%を獲得する人気番組となった。同時にNHKの好感度タレント調査でも明石家さんまと並んで1位に選出されるなど、山田邦子の人気は絶頂期を迎えた。また、アーノルド・シュワルツェネッガーやチャーリー・シーン、マイケル・J・フォックスといったハリウッドの人気スターもゲスト出演することもあった。
1990年には、山田が当時人気の女性デュオ・Winkを自身の物真似のレパートリーとしていたことと、ミュージシャンや音楽関係者を多く出演者・スタッフとして登用していたことが縁で、山田とオーディションで合格した横山知枝で「やまだかつてないWink」を結成。同ユニット名義の「“T”intersection 〜あなたに戻れない〜」、「さよならだけどさよならじゃない」がオリコンチャートのベスト10にランキングされる等、一時は社会現象的な人気を誇っていた。その後も、本番組をきっかけとしてKANの「愛は勝つ」が大ヒットするなど安定した人気を堅持していた。

### 番組終了
しかし、1991年末の『FNS歌謡祭』を音楽ショー形式に転換して予想外の高視聴率を獲得したことと、KANの「愛は勝つ」がTBS「第33回日本レコード大賞」を受賞したことでフジテレビ社内に「ゴールデンタイムの音楽番組復活」の機運が高まり、また当時の鹿内宏明会長がゴールデンタイムの番組改編を示唆したことから、1992年春の改編をもって同番組は終了した。
番組終了後、山田は『クイズ!年の差なんて』や『カモナ・マイハウス』等の既存のフジテレビのレギュラー番組が残っていたものの、タイトル違いのオマージュも含めて特番形式の復活が一切行われておらず、2000年の大晦日に放送された『FNS年末スペシャル フジテレビにしか出来ない20世紀の黄金バラエティ大全集!』と題された特別番組でも、本番組は除外されていた。
2022年12月31日に山田がyoutubeチャンネル「街録ｃｈ～あなたの人生、教えてください～」に出演。この時の証言によると、大江やKAN、大事MANとタイアップしてきたアーティストをその期間中は番組を上げてのバックアップをしていたものの、次の曲のタイアップになるとそのアーティストが評判如何に関わらず卒業させられ、翌週からはそんな事は全く無かったかのように名前が出ないという番組方針に不満が噴出。山田自身もそれを聞いていくうちにスタッフとの間に不信感による溝が生まれ、番組打ち切りを願い出たと話す。

## 放送日・番組内容
| 回      | 放送日     | 新聞紙のテレビ番組表における内容記載 |
| ------- | ---------- | --- |
| 第1回   | 1989.10.18 | Ｄｒスランプ実写版▽陣内＆邦子の平安絵巻▽ものまね10 大江千里ほか |
| 第2回   | 1989.10.25 | 柳葉＆邦子の恋愛ロマン▽くにとん紅鯨団▽ものまねベスト10 森末慎二 |
| 第3回   | 1989.11.01 | ジュリエットの悲劇▽所さんのしっぺ 斉藤由貴 京本政樹 織田裕二ほか |
| 第4回   | 1989.11.08 | ジャイアント馬場も爆笑？ウィンクを探せ▽しっぺⅡ 斉藤由貴 渡辺徹 |
| 第5回   | 1989.11.15 | 輝けサンプラザ中野大集合？▽戦国ダンス▽おもしろ地方ＣＭ 大江千里 |
| 第6回   | 1989.11.22 | 空手王倉田バラエティー初登場▽サリーVS北斗の拳▽激テレ？竹中直人ほか |
| 第7回   | 1989.11.29 | 結成・やまだ合唱団▽ついに発見？ウィンクサチコ▽くにとん 大江千里 |
| 第8回   | 1989.12.06 | 場内爆笑・久保田利伸挑戦▽恋愛ロマン▽おもしろ地方ＣＭ 宇崎竜童 |
| 第9回   | 1989.12.13 | 乱舞・邦子ユーミン▽くにとん▽全国ウィンク早智子を探せ 大江千里ほか |
| 第10回  | 1989.12.20 | クリスマス気分満載・スペシャル▽今夜登場・やまかつウィンク 永井真理子 |
| 第11回  | 1989.12.27 | 年忘れスペシャル 一挙公開・あの名場面ＮＧ特集▽今夜発表、ものまね年間ベスト10▽武田鉄矢〝アマデウスの恋〟田原総一朗 沢口靖子 大江千里                                                      |
| 第12回  | 1990.01.10 | 熱唱・ものまね武田鉄矢▽くにとん▽明石家さんまのおいらんの恋ほか |
| 第13回  | 1990.01.17 | カールスモーキー邦ちゃん米米クラブ結成▽相撲ボウリング 高島政宏 |
| 第14回  | 1990.01.24 | 邦子お見合い？孔雀王▽ゴジラ出現ものまねベスト5 阿部寛 |
| 第15回  | 1990.01.31 | キョンキョン邦ちゃん七変化▽しっぺ・魔のコロッケ地獄 所ジョージほか |
| 第16回  | 1990.02.07 | 競演・本物ウィンク▽新登場大河ドラマ 高橋英樹 真木蔵人 大江千里ほか |
| 第17回  | 1990.02.14 | 邦子姫平安スキー▽バレンタインしっぺ▽たま登場 高橋英樹 西田ひかる |
| 第18回  | 1990.02.21 | 大河ドラマ平安出世物語▽クイズ対決ダウンタウン 大江千里 真木蔵人ほか |
| 第19回  | 1990.02.28 | 疾風・邦子の牛若丸▽平安に人間巨大ビナ出現・高橋英樹 ダウンタウン |
| 第20回  | 1990.03.07 | ものまね・新曲▽邦子姫ディスコ出現▽ソ連テレビ 鷲尾いさ子 真木蔵人 |
| 第21回  | 1990.03.14 | みかど高橋英樹の恋物語▽ミック邦子ポールと遭遇？ 真田広之 杉本彩 |
| 第22回  | 1990.03.21 | 猿軍団原宿へ▽真木の平安サーフィン▽トルコＴＶ 大江千里 酒井法子 |
| 第23回  | 1990.03.28 | スペシャル クイズもあるよ春の特大号▽一挙公開ものまねベスト集▽未公開ドキドキＮＧ集▽おもしろ地方ＣＭ▽やまかつウィンク全記録 山口敏夫 所ジョージ 高橋英樹 永井真理子 大江千里 真木蔵人ほか  |
| 第24回  | 1990.04.11 | 大江千里の春一番ヘア▽さよなら真木蔵人▽英国カラオケＴＶ 高橋英樹 |
| 第25回  | 1990.04.18 | 豪華・本物登場楽しさ2倍のダブルウィンク競演▽タイ版スター誕生ほか |
| 第26回  | 1990.04.25 | 大爆笑猿軍団ライブ▽真木の父登場▽韓国ねるとん 大江千里 東ちづるほか |
| 第27回  | 1990.05.02 | 平安カラオケ天国▽巨象出現▽新ローラーゲームほか 高橋英樹 所ジョージ |
| 第28回  | 1990.05.09 | 今夜平安に照姫登場▽邦子の鉄矢が行く 高橋英樹 瀬川瑛子 沢口靖子 |
| 第29回  | 1990.05.16 | 誕生・こどもウィンク▽屋根の上のマイク真木▽平安に不思議美少女？ほか |
| 第30回  | 1990.05.23 | 復活・桃太郎侍VS所の妖怪▽森末の体操教室▽女子校生ダンス▽英国ＴＶほか |
| 第31回  | 1990.05.30 | 結婚宣言、高島＆邦子▽恋人宣言？真木＆高岡▽ヘイ神様ダンス▽サル顔 |
| 第32回  | 1990.06.06 | 超豪華邦子の十二単▽なんですか物語▽森口恋愛発覚？▽地方ＣＭ▽星座 |
| 第33回  | 1990.06.13 | 生放送山田邦子誕生日スペシャル爆笑特大イベント加賀まりこ・ウィンク |
| 第34回  | 1990.06.20 | バックトゥザ十二単・真木親子競演▽大激怒、本物武田鉄矢▽バカボン父 |
| 第35回  | 1990.06.27 | 真木と早紀の恋の行方は？感動のドラマ最終回▽満里奈絶叫・涙のキス |
| 第36回  | 1990.07.04 | 爆笑カムバック明菜もどき▽十二単ＮＧ傑作選▽西田ひかるドッキリ体操 |
| 第37回  | 1990.07.11 | アイス地獄、喜多島（原文ママ）舞キスかシッペか▽美少女仮面参上▽恐怖の百物語ほか |
| 第38回  | 1990.07.18 | ＳＦＸドラゴンボール▽どっきり美少女金メダルへの道▽恐怖カマキリ男 |
| 第39回  | 1990.07.25 | 開幕、やまかつビーチバレー▽ウィンク夢の競演、東京―大阪2元中継ほか |
| 第40回  | 1990.08.01 | 極秘入手、デビュー前おもしろ地方ＣＭ▽水着にどっきりビーチバレーほか |
| 第41回  | 1990.08.08 | 米国ギャルにアタック・ビーチバレー▽のりピー絶叫キスかシッペか？ほか |
| 第42回  | 1990.08.15 | 今夜はお盆スペシャル鬼太郎乱入▽真夏の湘南、絶叫・ビーチバレーほか |
| 第43回  | 1990.08.22 | 決定、ビーチバレー珍プレー好プレー大賞▽中山仁のサインはＶ㊙ウラ話 |
| 第44回  | 1990.08.29 | 決定・第1回神様ビデオ大賞お嬢様はレオタードがお好き▽納涼千里天国 |
| 第45回  | 1990.09.05 | 一挙公開おもしろ地方ＣＭ有名人編▽6人勢ぞろいサル顔オールスターズ |
| 第46回  | 1990.09.12 | 日米対決・ものまね腕相撲▽爆笑ゴルフマッチ柳葉VS世界の青木もどきほか |
| 第47回  | 1990.09.19 | キスする2人の物語〝キスの贈り物〟▽脱アイドル西田ひかるのものまね |
| 第48回  | 1990.09.26 | 一周年記念スペシャル 傑作ものまねオンパレードに本物静香＆ちびまる子も大爆笑▽加賀まりこが仕切る所さんのしっぺ▽十二単で競馬▽鶴瓶のおもしろＣＭにピンクレディー登場？ 高橋英樹 河合俊一ほか |
| 第49回  | 1990.10.17 | 2年目突入新企画満載・真木＆早紀のキスの贈り物▽邦ちゃんまる子登場 |
| 第50回  | 1990.10.24 | 今夜・ウィンクＴＶ初公開ライブ▽高島政伸キスの贈り物 西田ひかるほか |
| 第51回  | 1990.10.31 | 愛の戦士〝牛若丸〟参上▽吉田栄作〝門限破りのキス〟 ウィンクほか |
| 第52回  | 1990.11.07 | さんま登場千葉ちゃんのまんま▽織田裕二シンデレラキス▽邦ちびまる子 |
| 第53回  | 1990.11.14 | 本物登場トリプル瀬川空中ライブ▽邦子版愛される理由▽高島政宏のキス |
| 第54回  | 1990.11.21 | やまかつウィンク新曲ライブ▽邦子、東山のクリスマス▽サインは2Ｖほか |
| 第55回  | 1990.11.28 | まぐろケーキ、納豆まんにギョ▽高島政伸のクリスマス▽愛は勝つライブ |
| 第56回  | 1990.12.05 | 悪の総統シュワルツェネッガーに牛若丸ピンチ▽ゴルフ柳葉のミポリン |
| 第57回  | 1990.12.12 | 邦子＆高島の愛のデュエット▽柳葉VSまる子ゴルフ対決▽山田バア料理 |
| 第58回  | 1990.12.19 | クリスマス生放送スペシャル▽ＮＧ特集▽キス特集▽物まねグラフィティ |
| 第59回  | 1991.01.16 | 羊年スペシャル 初春ものまね大集合・本物千葉真一に関根ぶっとび▽鶴瓶の初モノおもしろ地方ＣＭ▽平成版寺内貫太郎一族▽ウィンクがいっぱい所さんのしっぺ▽柳葉の爆笑ビッグ3                       |
| 第60回  | 1991.01.23 | ウワサの2人邦ちゃん＆政宏急接近・やまかつ流バレンタインの過ごし方 |
| 第61回  | 1991.01.30 | のけぞり・所のセクハラしっぺ▽恋人宣言・蔵人と早紀▽愛はチキンカツ |
| 第62回  | 1991.02.06 | ピーチャン、玉置今夜登場▽柳葉VSオグリ引退記念ゴルフ▽愛は勝海舟 |
| 第63回  | 1991.02.13 | スキーの若大将加山雄三登場▽吉田栄作のバレンタイン▽愛は桂三枝ほか |
| 第64回  | 1991.02.20 | 卒業する君へカン＆やまだかつてないウィンク新曲発表▽愛はチキンカ勝つ▽若大将 |
| 第65回  | 1991.02.27 | 今夜発表〝ポパイの算数〟の秘密▽所さんのしっぺ▽愛はカンだらけほか |
| 第66回  | 1991.03.06 | 今夜やまかつ版熱い卒業式▽愛は早食いチキンカツ▽さんまＦ1レースほか |
| 第67回  | 1991.03.13 | 今夜サインは2Ｖ岡田可愛登場▽チキンで結婚式▽江口―邦子の恋ほか |
| 第68回  | 1991.03.20 | 春の結婚特集・邦子のあぶない花嫁▽しっぺ団子にカタツムリ▽新婚さん |
| 第69回  | 1991.04.10 | 祝！ご入学スペシャル 東京ラブストーリーから本物菲菲登場春のものまね祭り▽へんてこスシに挑戦、工藤静香しっぺ▽日本全国おもしろ地方ＣＭ大全集▽カン―邦子マンザイ？ 笑福亭鶴瓶 ウィンク        |
| 第70回  | 1991.04.17 | 今夜スタート？ファジー劇場寛平のアヘアヘ攻撃▽邦子―結婚しませんか |
| 第71回  | 1991.04.24 | しっぺに挑戦松坂慶子▽江口バージンロードの贈り物▽刑事河合俊一登場 |
| 第72回  | 1991.05.01 | 柳葉VS西城秀樹ゴルフマッチ▽やわ肌しっぺ南果歩▽ブロードウエー乱舞 |
| 第73回  | 1991.05.08 | 江口登場、初公開ファジーダンス▽結成、カンだらけ合唱隊▽ものまねほか |
| 第74回  | 1991.05.15 | 新企画一発オチ歌合戦▽今夜ＮＹにゴースト出現▽初披露邦子の貴花田ほか |
| 第75回  | 1991.05.22 | 初公開ＮＹ最新ガショーン▽カラオケ一発オチ歌合戦▽Ｗハマーが行くほか |
| 第76回  | 1991.05.29 | 寛平の湘南ボーイとロボットひかる▽東幹久バージンロード▽川合歌合戦 |
| 第77回  | 1991.06.05 | 織田裕二＆江口新東京ラブストーリー▽絶叫ありクレープ▽リンダ乱舞？ |
| 第78回  | 1991.06.12 | 邦子＆森口Ｗお誕生日記念、結婚の予感―柳葉敏郎・織田裕二・東幹久ほか |
| 第79回  | 1991.06.19 | 今夜共演、珍極道高島VS大江千里▽しっぺ古手川全開▽本物リンダ狂乱舞 |
| 第80回  | 1991.06.26 | 来日記念・シュワルツェネッガーの脳みそバーン▽江口の結婚するゼイほか |
| 第81回  | 1991.07.10 | 吉田栄作もう君しか愛さない▽ありシェークはいかが？▽邦子の妹は美少女 |
| 第82回  | 1991.07.17 | 夏だ、川合クンの珍ビーチバレー▽ハスラー東幹久VSダンサー大沢樹生ほか |
| 第83回  | 1991.07.24 | ド迫力ＣＭ噂のボヨヨン美人登場▽ココ水着バレー▽西城秀樹VSまる子ほか |
| 第84回  | 1991.07.31 | ワニパイに靖子ガクゼンしっぺの恐怖▽大沢顔面直撃、アヘアヘダンスほか |
| 第85回  | 1991.08.07 | 夏休み特別企画、浦島伝説▽人気アニメ対決▽アジャ乱闘ビーチバレーほか |
| 第86回  | 1991.08.14 | 中山美穂しっぺの数だけ笑わせて▽謎の宇宙人アヘアヘの逆襲▽邦形平次 |
| 第87回  | 1991.08.21 | 邦ちゃんのやまだかつてない夏休みスペシャル「今夜武道館から生放送、やまかつファミリー総出演の夢物語」                                                                                     |
| 第88回  | 1991.08.28 | １01回目の江口洋介▽カンのものまねイントロクイズ▽絶叫しっぺの嵐ほか |
| 第89回  | 1991.09.04 | ▽時任三郎大テレ、バラエティー初出演▽爆笑ピンボールクイズ▽絶叫柳葉 |
| 第90回  | 1991.09.11 | マイケル・Ｊ・フォックス脳みそバーン▽柳葉相撲ゴルフ▽ザリガニほか |
| 第91回  | 1991.09.18 | 一挙公開ファジー劇場名場面シュワちゃん―織田＆江口▽絶叫お月見しっぺ |
| 第92回  | 1991.09.25 | 大感謝祭スペシャル 爆発大売り出し、フジＴＶ社員食堂物語〝貴・若コンビ〟誕生▽邦子＆江口の奥様はコメディアン▽クイズ年の差なんちゃって▽所さんのしっぺ大出血サービス▽鶴瓶関根の地方ＣＭほか  |
| 第93回  | 1991.10.16 | 江口洋介 東幹久 大沢樹生 工藤静香 小田茜 中山秀征 高橋英樹ほか |
| 第94回  | 1991.10.23 | 世界のツインズ大集合▽ナマコプリンに絶叫しっぺ▽奥様はコメディアン |
| 第95回  | 1991.10.30 | 中・高生に人気〝奥コメ〟て何だ？▽超早押しひっかけクイズ▽サザエ |
| 第96回  | 1991.11.06 | 海外ロケ敢行しゃぼん玉▽全日本女子バレー大林・中田絶叫▽突然幼稚園 |
| 第97回  | 1991.11.13 | バラエティー初登場岡本綾子神業披露ホールインワンの道▽歌うフォーク |
| 第98回  | 1991.11.20 | ばんばのいちご白書をもう一度▽世界の綾子爆笑ゴルフ▽江口コーラス隊 |
| 第99回  | 1991.11.27 | 仕事人今晩登場、爆笑必殺5▽のりピー夜の診察室▽杉田二郎フォーク |
| 第100回 | 1991.12.04 | １00回記念生放送だぴょーんスペシャル １00回を飾った仲間▽大好き嫌い№1 |
| 第101回 | 1991.12.11 | 今夜チャーリー・シーン登場▽爆笑、江口コーラス隊▽イルカのなごり雪 |
| 第102回 | 1991.12.18 | ブルース・ウィリス激怒？リンドバーグしっぺ絶叫▽江口80歳奥様完結 |
| 第103回 | 1992.01.15 | それが大事スペシャル これが噂の大事マンだ▽田中美奈子のパッチン攻撃 |
| 第104回 | 1992.01.22 | 緊急会見高感度№1＆2受賞▽大興奮おもしろカラオケ▽傑作織田ロミオ |
| 第105回 | 1992.01.29 | 超人気バーコードじゃんけん▽ドキッ、珍珍パイパイしっぺ▽㊙大事マン |
| 第106回 | 1992.02.05 | 大事マン鈴木保奈美に会う？▽爆風スランプ新選組▽きんぎん１00歳対決 |
| 第107回 | 1992.02.12 | 世紀のお見合い2万人VS西田ひかる▽小田茜初体験東幹久鼻血ブー▽バー |
| 第108回 | 1992.02.19 | 史上最低の罰ゲーム、クサーイくさや▽最強バーコードを探せ▽金銀 |
| 第109回 | 1992.02.26 | 祝本物きん・ぎんさん登場、爆笑漫才＆恋人選び▽団地お宅族大集合ほか |
| 第110回 | 1992.03.04 | 有賀ガク然第1回アナウンサークイズ選手権▽気分そう快パイ投げ合戦ほか |
| 第111回 | 1992.03.11 | やまかつ版〝フック〟謎のバラエティー島を探せ▽美人アナクイズ王決定 |
| 第112回 | 1992.03.18 | 小学生から芸能人までバーコードオタク大賞▽Ｖ2ヨシキ罰ゲームでキス |
| 最終回  | 1992.03.25 | さよならコンサート永久保存版(終) 今夜生放送やまかつファミリー総出演、涙と感動の最終回▽爆笑秘蔵ＶＴＲ＆ＮＧ集大公開▽やまかつウィンク涙の旅立ち 柳葉敏郎 江口洋介 カン 永井真理子 大沢樹生 |

- 『読売新聞』テレビ番組表による。

## 出演者

### レギュラー
- 山田邦子（メインキャスト）
- 渡辺徹（サブキャスト）
- 森口博子
- 所ジョージ
- 関根勤
- ラッキィ池田
- 笑福亭鶴瓶
- 横山知枝
- 永井真理子

### 準レギュラー

#### 番組初期
- 大江千里
- 森末慎二
- 高岡早紀
- 高橋英樹
- オースマン・サンコン
- ジョン・ムルアカ
- ルー大柴
- 真木蔵人
- 川村かおり
- 天野裕子

#### 番組中期
- KAN
- 深津絵里
- 西田ひかる
- 江口洋介
- 間寛平
- 柳葉敏郎
- 川合俊一
- Wink

#### 番組末期
- 大事MANブラザーズバンド
- 大沢樹生（放映当時は光GENJIのメンバー）
- 中山秀征
- 小田茜
- 荒井美佐子
- 中山博子
- デンジャラス
- 山﨑浩子

#### やまだかつてないバンド
- 永井真理子 - コーラス
- 村上“ポンタ”秀一 - ドラム
- MALTA - サキソフォン
- 伊藤広規 - ベース
- 原田喧太 - ギター

## 主なコーナー・コーナードラマ・コント

### 主な番組構成
- 初期1：「大江千里or高岡早紀とのトーク」→「恋愛ロマンor所さんの爆笑しっぺシャルorくにとん」→「ものまねベスト10」（のちに「ものまねベスト5」に改題）
  - メインコーナーだった「ものまねベスト10」→「ものまねベスト5」を中心に、若手俳優と競演する「やまだかつてない恋愛ロマン」や「くにとん紅鯨団」、所ジョージの「しっぺシャル」などのコーナーがあった。
- 初期2：「OPトーク（アニメ実写ネタの場合も）」→（所さんの爆笑ロシアンルーレットが入る場合もあり）「十二単に着替えたら」→「ものまねランド」
  - 徐々にスタンスが変化し、コーナーを放送する回数が減少。やまかつWinkの誕生により、「ベスト10」から続いてきたものまねコーナーは自動消滅してしまう。
- 中期-末期：ストーリーコント、ドラマコーナー、ショートコーナー、所さんの爆笑ロシアンルーレットなど多岐に渡る。最後のコーナーは大体「やまだかつてないライブ」の場合が多い。
  - ものまねはショートコーナーとして放送することが多くなり、定番ネタが多くなる。
    - 武田鉄矢の「なんですか物語」や西田ひかるとの「W瀬川が行く」、ラッキィ池田との佐藤陽子&池田満寿夫ネタ、関根の「千葉ちゃん」など。

  - 「タイムパトロール牛若丸子」などストーリーコントがメインになったころから視聴率でも上昇傾向が出てきて、KANの愛は勝つをネタにした「愛はチキンカツ」や、やまかつWinkの「さよならだけどさよならじゃない」など爆発的なヒット作も登場。
  - 『やまかつ in 武道館』として日本武道館で収録を行なうなど、番組は絶頂期を迎える。
  - その後もハリウッド俳優のゲスト出演や、大事MANブラザーズバンドの「それが大事」など話題は多かったが、前述のとおり番組は終了を迎えることになる。

### 番組全期を通して行われたコーナー
- 所さんの爆笑○○対談 → 所さんの爆笑○○しっぺシャル → 所さんの爆笑○○ロシアンルーレット
  - ○○の中には料理名が入る。
  - ゲーム内容は主に料理のロシアンルーレットであり、具にスイカが入っていたら負け。
  - ゲームに負けると倉田保昭（通称：しっぺの神様くらちゃん）率いるマッチョな男たちにしっぺされる。のちにアイドルをターゲットとして、「キスかしっぺか」を迫る内容にエスカレート。
  - 使用される料理は中華まんやパイ等スイカと縁遠いものがよく選ばれた。
  - 所ジョージが司会の不定期企画だった。

- 関根くんのかつてないCMランド（1989年11月15日、12月6日、12月27日、1990年3月28日、6月6日、8月1日、9月5日、9月26日、1991年1月16日、4月3日、9月25日）
  - 関根勤、ラッキィ池田の進行で全国各地の個性的なCMを紹介し、ゲストとともに見るコーナー。後に笑福亭鶴瓶も司会に参加。特別番組広告大賞の関根勤司会の一コーナー「地方CM大賞」として名残が残る。

### 番組初期のみに行われたコーナー・コント

#### ものまねコーナー
いずれも渡辺徹が司会を務め、ゲスト数名がコメンテーターとして参加した。
- 邦ちゃんのものまねベスト10（1988年7月19日、1989年1月31日、5月30日、10月18日 - 11月8日）
  - 山田邦子がランキング形式でものまねを披露する番組初期のメインコーナー。
  - 第1位のものまねについては生で歌を披露するのが決まり。
- 邦ちゃんのものまねベスト5（1989年11月15日 - 1990年2月28日）
  - 上記のものまねが5種に減少。
  - 「やまだかつてないWink」が結成。
- 邦ちゃんのものまねランド（1990年3月7日 - 4月25日、5月9日 - 5月30日、6月20日、7月25日、8月15日、8月22日、9月12日）
  - ランキング形式を廃し、「冒険の国」、「ファンタジーの国」、「野生の国」、「妖怪の国」、「音楽の国」というカテゴリーに分けて披露された。ちなみに最後は「音楽の国」と題し、山田が生で歌を披露した。
  - 「やまだかつてないWink」名義でオリジナル曲が発表され、同ユニットは独立アーティスト化。

#### ドラマコント
- やまだかつてない恋愛ロマン（1989年10月18日 - 11月1日）
- やまだかつてない大河ドラマ（1989年11月8日、11月15日、12月6日、12月27日、1990年1月10日、1月17日）
  - 上記恋愛ロマンの時代劇版。ゲストの俳優とさまざまなシチュエーションで行なうコント。主に邦子姫平安絵巻など。
- 十二単衣に着がえたら（1990年2月7日 - 6月27日、9月26日）
  - 番組内でシリーズ化された大河ドラマ。平安時代をモチーフ。オープニングで出演者が踊るダンスが「Hey!神様ダンス」としてコーナーへ派生するほどの人気になる（後述）。
  - 1周年記念スペシャルでは「十二単に着替えたら ふたたび」のタイトルで放送。
  - 配役：邦子姫（山田邦子）、みかど（高橋英樹）、真木の君（真木蔵人）、早紀式部[注釈 5]（高岡早紀）、関根法師（かんこんほうし[注釈 6]）（関根勤）、すえの君（森末慎二。平安衣装で運動をする）、語り&みかどの母（原ひさ子）
  - テーマ曲「神様が降りてくる夜」 川村かおり
- アニメ実写版劇場（さまざまなアニメのパロディコント）
  - 番組中期にはセルアニメと実写の合成によるアニメキャラとの競演もあった。一作品に付き山田自身が一人で役を多くこなしていくため、編集等に時間が掛かることや当時忙しかった山田のスケジュール確保のためか、不定期の放送となった。

#### 森末慎二出演コーナー
元体操選手の森末慎二とともにスポーツに挑戦するシリーズ。
- 森末慎二のスポーツタイム（1990年1月17日 - 1月24日）
  - 森末の司会で新しいスポーツに挑戦するコーナー。
- モリモリの金メダルへの道（1990年7月11日、7月18日、8月1日、8月8日、8月29日、9月5日）
  - ゲスト（主にアイドル）と山田、森末がいろいろな体操をするコーナー。
  - OPに「パタパタママ」のイントロが使われていた。

#### その他のコーナー
- 日本全国早智子を探せ（1989年12月13日）
  - 前述の「邦ちゃんのものまね - 」から派生したコーナー。このオーディションコーナー（送られてきたビデオ映像を流す形式）で横山知枝が鈴木早智子役に合格し、山田邦子とやまだかつてないWinkを結成。
  - なお審査員役には、当時Winkの振付師だった五十嵐薫子（現：香瑠鼓）も関わっていた。
- 同姓同名子供ショー くにとん紅鯨団（1989年1月31日、5月30日、10月25日、11月29日、12月13日、1990年1月10日、2月21日、2月28日）
  - 当時とんねるずが司会を務めていた『ねるとん紅鯨団』のパロディコーナー。芸能人と同姓同名の子供がねるとん風のお見合いをする。
  - 内容も本家ねるとんに倣い、SIDE A（「自己紹介」→「ご対面」→「フリータイム」）→ SIDE B（「告白タイム」）という流れだった。ちなみに「SIDE A」および「SIDE B」の「KUNITON CLUB」の画面も、やはり本家「NERUTON CLUB」を模したものだった。
- なんですか物語（1990年6月6日、7月11日、8月1日、8月15日、8月29日、9月5日）
  - 武田鉄矢に扮した山田邦子が演じる学園コント。
- Hey!神様ビデオ鑑賞会（1990年6月27日 - 8月29日）
  - 前述の「十二単衣に着がえたら」からの派生コーナーであり、川村かおりの「神様が降りてくる夜」をBGMに視聴者が集団で踊りを披露する。
  - のちにNo1を決める「Hey!神様ビデオ大賞」を開催。

### 番組中期のみに行われたコーナー・コント

#### ドラマコント
- タイムパトロール牛若丸子 - やまだかつてないテレビの中でも一番人気のストーリーコント。
  - 第1章（1990年10月31日 - 12月5日）
    - 日本の江戸時代が舞台の時代劇風ストーリーで、悪の組織・ダークサキスキー党とタイムパトロール隊との戦いを描く。

  - 第2章（1991年1月23日 - 3月24日）
    - 未来が舞台のSFストーリーで、地球滅亡の謎を探る。

  - 下記はいずれも、第1章では25世紀の人物、第2章では22世紀の人物という設定だった。
    - 主役側：牛若丸子[注釈 7]（山田邦子）、牛若丸蔵人[注釈 7]（真木蔵人）、牛若丸洋介[注釈 7]（江口洋介）、弁慶[注釈 8]（高橋英樹）
    - 敵側：サッキー（高岡早紀）、セッキー（関根勤）、ナベッキー（渡辺徹）、モリッキー（森口博子）

  - 第1章のみ登場：ダークサキスキー党の真の総統「シュワルツェネッガー」（アーノルド・シュワルツェネッガー）、そば屋の主人（森末慎二）、そば屋の娘（横山知枝）、伝令師（中島唱子）、謎の男俊さん（川合俊一）
  - テーマ曲：「翼をください」 川村かおり
- やまかつファジー劇場 クニ18番街の青春（1991年4月17日 - 9月18日）
  - 「タイムパトロール牛若丸子」終了後にシリーズ化された、ドラマ仕立ての舞台コント。ニューヨークを舞台にさまざまな騒動を描く。海外からのゲストも多かった。
  - 挿入歌：「Downtown」 ペチュラ・クラーク
- 贈り物シリーズ（1990年9月19日、10月17日 - 11月28日） - 男と女がキスするまでのドラマ。主に当時の若手俳優と若手女優の組み合わせが多かった。
  - キスの贈り物 → クリスマスの贈り物 → バレンタインの贈り物 → さよならの贈り物 → キッチンの贈り物
- サインは2V（ニブイ）（1990年11月21日、12月5日、12月12日、1991年1月23日 - 2月6日、2月20日、2月27日、3月13日）
  - 『サインはV』のパロディ。本物のユミ役の岡田可愛がゲスト出演したり、本木雅弘が映画の宣伝も兼ねて出演したりした。
    - ジュン・サンダー杉山清貴：山田邦子、朝丘ユミ：西田ひかる、キャプテン：山崎浩子、牧圭介：関根勤

#### その他のコーナー
- ギバちゃんのスターゴルフ（1990年9月12日 - 9月19日、10月17日 - ）
  - 柳葉敏郎とゲスト（主にものまねしている関根勤）がゴルフをするコーナー。
- 日本全国やまかつVOICE（1991年2月20日、3月6日）
  - 視聴者からの投稿ビデオなどを紹介するコーナー。
- やまだかつてないライブ（1990年10月17日 - ）
  - ゲストが歌を披露するコーナー。このコーナーからKANの「愛は勝つ」がヒット。ほかに、西田ひかるや江口洋介などもゲストで登場している。
  - やまかつWinkの新曲や、横山知枝のソロ曲を披露することもあった。
- ポパイのママ（1990年9月19日、10月17日 - 11月21日）
  - 上唇と下唇が合わさった数を当てるゲーム（例：ポパイのママ→PoPainoMaMa→4、山田邦子→yaMadakuniko→1）。
- 「愛は勝つ」替え歌シリーズ（1991年1月16日 - 3月20日) - こちらを参照。

### 番組末期のみに行われたコーナー・コント

#### ドラマコント
- フジテレビ社員食堂物語（1991年9月25日 - 11月6日）
  - 「やまかつファジー劇場」第2弾としてシリーズ化された、ドラマ仕立てのコーナー。
  - OPには渡辺の「約束」が使用された。
  - 中盤には巨大なバルーン人形が出現し、水曜日放送であることから「ウェンズデイ君」と命名された。
  - CSの再放送では、出演者の著作権の関係で再放送されていない[注釈 9]。
- やまかつファジィミュージカル（1991年11月13日 - 12月18日）
  - 上記の「フジテレビ社員食堂物語」をリニューアル。舞台はそのままに、毎週さまざまなストーリーコントを放送。
  - 最後は「みんなで歌おうフォークボックス」と題し、ゲストと歌を歌う。
- アイ・ラブ・ユー 奥様はコメディアン（1991年9月25日 - 12月18日）
  - 山田邦子原作の、コメディアンと高校教師の恋愛を描いたドラマ仕立てのコント。
  - 主な配役：邦子（山田邦子）、勇（江口洋介）、さくら（小田茜）、東（東幹久）
- やまかつ痛快ミニドラマ ガコちゃん（1992年1月15日 - ）
  - 末期のメインコント。いたずら好きなガコちゃんと周囲の人間とのやり取りを描く。
  - OPには大事MANブラザーズバンドの「それが大事」が使用された。

#### その他のコーナー
- きんさん・ぎんさん日記
  - きんさん・ぎんさんのパロディコント。きんさん役を山田が、ぎんさん役を森口が演じた。後述のダスキンCMパロディからの派生。ちなみに最終回では、本物のきんさん・ぎんさんこと成田きんと蟹江ぎんが登場。
- YAMAKATSU SUIKA PINBALL GAME → やまかつスイカ時限爆弾ピンボール（1991年9月4日 - ）
  - 超ひっかけ早押しクイズに挑戦し、正解者が投げたボールが入ったマスの人が罰ゲームを受けてしまうというゲーム。主な罰ゲームは、くさややタライなど。後半はスイカの時限爆弾を用いた古今東西ゲームを行ない、敗者がスイカピンボールに挑戦。ボールが入ったマスの罰ゲームを受ける内容にリニューアル。
- 大事MAN集合
  - ゲストが大事MANブラザーズバンドの「それが大事」に乗せて、自分の大事なものを紹介するコーナー。
- クイズ!年の差なんちゃって（1991年9月25日、11月6日）
  - 当時山田邦子が司会を務めていた『クイズ!年の差なんて』のパロディ。本家のセットを忠実に再現。
  - 内容は出てくる素人2人の年の差を当てる。10歳以上離れるとNGワード扱い。
- クイズ役人に聞きました
  - 『クイズ100人に聞きました』のパロディ。関根勤扮する関口宏の進行で、「山田さんチーム」と「渡辺さんチーム」の対戦形式で争う。
- バーコードバトラーを使用した対戦コーナー、中期から後期にかけてのEDコーナーでは片想いをしている女性を募集し男性へ愛の告白を見守るミニコーナー[注釈 10]もあった。

### CMパロディ
多くの場合、本家CM出演者のものまねを兼ねていた。
- 薬師丸ひろ子関連
  - ライオン「ソフトインワン」 
    - 当時番組スポンサーだった同社のシャンプーのキャッチコピー、「ちゃん リン シャン」[注釈 11]を文字ったネタを言う（「さん リン シャ」（三輪車）、「チン トン シャン」（三味線の音）など）。人気が出たものの山田本人は当初ものまねに自信がなく「私は、化け物かもしれない」とアドリブで発言したこともあった。
    - ものまねコーナーにおいての初登場は「ちゃんリンシャンする 薬師丸ひろ子」。その後「またちゃんリンシャンする 薬師丸ひろ子」→「またまたちゃんリンシャンする 薬師丸ひろ子」→「またまたまたちゃんリンシャンする 薬師丸ひろ子」と、回を追うごとに「また」の数が増えていった。
    - のちにこのネタを視聴者から募ってはがきを読み上げるコーナーも存在し（「サン コン サン」（→ サンコンさん。直後にサンコン本人が登場）など）、中には上記の武田鉄矢をネタにした「なん です かー」も登場した。

  - NTT「パジャマコール」
- ダスキン「100番100番」 - きんさん・ぎんさんのものまねで登場。
- ネッスル日本（現：ネスレ日本）「ネスカフェ ゴールドブレンド」 - 小田和正のものまねで登場。
- コニカ（現：コニカミノルタ[注釈 12]）「ビッグミニ」（カメラ） - 山田の顔でクニカ「ビッグクニ」として登場。
- 求人雑誌
  - リクルート「FromA」「とらばーゆ」
  - 学生援護会（現：パーソルキャリア）「Salida（サリダ）」 - 「職業選択の自由」が「恋人選択の自由」になっているほか、「Salida」が「Yamada（ヤマダ＝山田）」になっている。
- セブン-イレブン「私のそばにセブン-イレブン」
- 小泉今日子関連
  - JR東日本「ジャンジャカジャーン」（1991年ダイヤ改正） - 「さよならジャーンない」（「さよならだけどさよならじゃない」）、「ジャーンまかつ」（やまかつ）、「ポンポコポーン」 になっている。
  - 武田薬品工業「ベンザエースカプセル」 - 「ベンザエースの歌」の代わりに「かつてないソング」を歌う。
  - 三菱電機「霧ヶ峰（きりがみね）」（エアコン） - エアコンの名前が「邦ヶ峰（くにがみね）」（邦＝山田邦子）になっており、スイカの模様がかかっている。
- JR東海「クリスマス・エクスプレス」 - こちらを参照。なおこれとは別に、山田扮する山下達郎が、佐藤陽子、妖怪人間ベラ、宮沢りえ、そして松任谷由実（いずれも山田によるものまね）とともに「長髪オールスターズ」を結成し、当時CMソングだった「クリスマス・イブ」を熱唱するというコーナーもあった。
- ノエビア「コスメティック・ルネッサンス」 - 「コスメティック・ルネッサンス」が「バラエティ・ルネッサンス」になっている。ノエビアは本番組のスポンサーに入っていた。
- 山之内製薬（現：第一三共ヘルスケア）「カコナール」 - Winkのものまね（やまかつWink）で登場。
- サントリー「サントリーウイスキーホワイト」 - レイ・チャールズのものまねで登場。

### 特番、または季節限定で行われたコーナー
- やまかつビーチバレー（1990年、1991年の夏のみ）
  - 一般視聴者の選抜チームとやまかつのレギュラーチームがトーナメント形式でビーチバレーを行なうコーナー。ちなみに当時のレギュラーとして、元バレーボール選手の川合俊一が参加していた。

## 主題歌
- 愛は勝つ／KAN
- それが大事／大事MANブラザーズバンド
- ハートをWASH!／永井真理子（オープニングテーマ：出演者の顔がはめ込まれた手の生えたTV同士が競争するCGが、バックに流れていた）
- 涙のスイカ日記（秋ヴァージョン）／やまだかつてないバンド（初期テーマ曲。火曜ワイドスペシャルの際は、夏・冬バージョンがあった）
- かつてないソング／番組中に大江千里と山田邦子の2人で完成させた曲。CD化はされていない。

### オープニングテーマ
- 涙のスイカ日記／山田邦子〈1989.10.18 - 1990.11.21〉
- クリスマスクリスマス／やまだかつてないWink〈1990.11.28 - 12.19〉
- 愛は勝つ／KAN〈1991.1.16 - 3.20〉
- ハートをWASH!／永井真理子〈1991.4.17 - 9.25〉
- For you／横山知枝〈1991.10.30 - 11.27〉

### エンディングテーマ
- 涙のスイカ日記（秋ヴァージョン）／山田邦子&やまだかつてないバンド〈1989.10.18 - 〉
- クリスマスソングメドレー／山田邦子&高岡早紀&やまだかつてないバンド〈1989.12.20〉
- お正月／山田邦子&やまだかつてないバンド〈1989.12.27〉
- GLORY DAYS／大江千里〈1990.8.22〉
- “T”intersection〜あなたに戻れない〜／やまだかつてないWink〈 - 1990.9.12〉
- ZUTTO／永井真理子〈1990.9.19 - 1991.2.13〉
- さよならだけどさよならじゃない／やまだかつてないWink〈1991.2.20 - 3.20、1992.3.25〉
- Happy Birthday／横山知枝〈1991.4.17 - 9.18〉
- Christmas in the Blue／山本英美〈1991.10.16 - 12.18〉
- それが大事／大事MANブラザーズバンド〈1992.1.15 - 〉

## スタッフ
- 構成：鶴間政行、加藤芳一、大田一水、内田英一、舘川範雄、西条昇 / 岩立良作 / 自転車キンクリート（飯島早苗、鈴木裕美）、水橋文美江、明石典子、中山乃莉子
- ブレーン：鈴木清一、武上純希、神林素子、栃内克彦、水多優雄
- オープニングアニメーション：真賀里文子
- ナレーション：堀内賢雄（スペシャル1 - 3・レギュラー）、光岡ディオン（レギュラー）、折笠愛（スペシャル2）
- 技斗：多賀谷渉
- 振付：五十嵐薫子
- 美術制作：永本允（フジテレビ）
- デザイン：高橋幸夫、石森慎司、住吉敬子
- 美術進行：金子隆、伊藤則緒、松沢由之
- 大道具：樋口雄一郎、松尾茂毅
- 装飾：鎌田徳夫、丸山善之
- 持道具：藤井直也
- 衣裳：城戸政人
- メイク：小山徳美、河本友佳、高梨由美子、河本文雄
- かつら：牧野勇
- 視覚効果：浅田雅美
- 電飾：森智、西脇通泰、飯田修一
- アクリル装飾：佐藤則雄、村山敏春
- 生花装飾：中村佳苗、金森久我
- 植木装飾：須田信治
- 楽器：岩崎滋
- タイトル：岩崎光明
- 装飾タイトル：渋谷正義
- 特殊美術：佐藤むさく
- CG：大村卓（フジテレビ）
- CGデザイナー：赤木智明・船津美江子（エクサインターナショナル）
- TD：高田治
- カメラ：田中祥嗣、河西純
- 音声：深谷高史、石井俊二
- VE：瀧本恵司
- ロケカメラ：石黒義満
- ロケ音声：斉藤哲史
- ロケVE：品田正人
- 照明：植松良友、谷口昭夫
- 音響効果：佐藤昭・西野有彦（4-Legs）
- 編集：秋葉武弘・箭内克彦・豊川勇（IMAGICA）
- MA：新野真（IMAGICA）
- スタイリスト：前田みのる
- TK：中村みどり、長井千鶴、山中京子
- 技術協力：ニユーテレス、共同テレビ、ビジョンユニバース
- 制作協力：太田プロダクション
- フロアディレクター：中村雅一（フジテレビ）
- ディレクター：清水淳司・山田洋久・代々木明徳・荒井昭博（全員フジテレビ）
- プロデューサー・演出：小畑芳和（フジテレビ）
- 制作：フジテレビ第二制作部
- 制作著作：フジテレビ

## ネット局
系列は当番組終了時（1992年3月）のもの。
| 放送対象地域  | 放送局             | 系列                                         | ネット形態              | 備考              |
| ------------- | ------------------ | -------------------------------------------- | ----------------------- | ----------------- |
| 関東広域圏    | フジテレビ         | フジテレビ系列                               | 同時ネット              | 制作局            |
| 北海道        | 北海道文化放送     | フジテレビ系列                               | 同時ネット              |                   |
| 岩手県        | 岩手めんこいテレビ | フジテレビ系列                               | 同時ネット              | 1991年4月開局から |
| 宮城県        | 仙台放送           | フジテレビ系列                               | 同時ネット              |                   |
| 秋田県        | 秋田テレビ         | フジテレビ系列                               | 同時ネット              |                   |
| 山形県        | 山形テレビ         | フジテレビ系列                               | 同時ネット              | [ 注釈 13 ]       |
| 福島県        | 福島テレビ         | フジテレビ系列                               | 同時ネット              |                   |
| 新潟県        | 新潟総合テレビ     | フジテレビ系列                               | 同時ネット              |                   |
| 長野県        | 長野放送           | フジテレビ系列                               | 同時ネット              |                   |
| 静岡県        | テレビ静岡         | フジテレビ系列                               | 同時ネット              |                   |
| 富山県        | 富山テレビ         | フジテレビ系列                               | 同時ネット              |                   |
| 石川県        | 石川テレビ         | フジテレビ系列                               | 同時ネット              |                   |
| 福井県        | 福井テレビ         | フジテレビ系列                               | 同時ネット              |                   |
| 中京広域圏    | 東海テレビ         | フジテレビ系列                               | 同時ネット              |                   |
| 近畿広域圏    | 関西テレビ         | フジテレビ系列                               | 同時ネット              |                   |
| 鳥取県 島根県 | 山陰中央テレビ     | フジテレビ系列                               | 同時ネット              |                   |
| 岡山県 香川県 | 岡山放送           | フジテレビ系列                               | 同時ネット              |                   |
| 広島県        | テレビ新広島       | フジテレビ系列                               | 同時ネット              |                   |
| 愛媛県        | テレビ愛媛         | フジテレビ系列                               | 同時ネット              |                   |
| 福岡県        | テレビ西日本       | フジテレビ系列                               | 同時ネット              |                   |
| 佐賀県        | サガテレビ         | フジテレビ系列                               | 同時ネット              |                   |
| 長崎県        | テレビ長崎         | フジテレビ系列                               | 時差ネット → 同時ネット | [ 注釈 14 ]       |
| 熊本県        | テレビ熊本         | フジテレビ系列                               | 同時ネット              |                   |
| 大分県        | テレビ大分         | 日本テレビ系列 フジテレビ系列 テレビ朝日系列 | 時差ネット              |                   |
| 宮崎県        | テレビ宮崎         | 日本テレビ系列 フジテレビ系列 テレビ朝日系列 | 同時ネット              |                   |
| 鹿児島県      | 鹿児島テレビ       | 日本テレビ系列 フジテレビ系列                | 時差ネット              |                   |
| 沖縄県        | 沖縄テレビ         | フジテレビ系列                               | 同時ネット              |                   |

## 再放送
2006年9月からフジテレビ721で再放送が行われるようになった。ただ、権利問題をクリアできなかったものはカットされるため、放送時間の長さにはバラツキがある。また、当時の募集告知にはボカシがかけられている。

## CD
やまだかつてないCD（1991年3月21日発売／2枚組、2枚目はカラオケ）
- 1.愛は勝つ／KAN
- 2.神様が降りて来る夜／川村かおり
- 3.さよならだけどさよならじゃない／やまだかつてないWink
- 4.ZUTTO／永井真理子
- 5.翼をください／川村かおり
- 6.“T”intersection〜あなたに戻れない〜／やまだかつてないWink
- 7.涙のスイカ日記（夏ヴァージョン）／山田邦子
- 8.クリスマス クリスマス／やまだかつてないWink（作詞・作曲：大江千里  編曲：清水信之）

同一内容のカセットテープ版として、『やまだかつてないCASSETTE』も同時発売された。なお第2弾として『やまだかつてないCD2』も開発予定だったが、放送終了が決まったためお蔵入りとなっている。

## DVD
- フジテレビ50周年記念DVD企画の1つとして、2009年10月21日に『やまだかつてないDVD』が3枚組DVD-BOXで発売された。